# Zelenogorsk (São Petersburgo)
Zelenogorsk é cidade da Rússia, componente de São Petersburgo. Ela é localizada ao litoral do norte do Golfo da Finlândia, à linha ferroviária São Petersburgo-Vyborg.